# Coenonympha farriolsi
Coenonympha farriolsi är en fjärilsart som beskrevs av Marten 1956. Coenonympha farriolsi ingår i släktet Coenonympha och familjen praktfjärilar. Inga underarter finns listade i Catalogue of Life.